# Ça c'est du cinéma
Pour plus de détails, voir Fiche technique et Distribution.
Ça c'est du cinéma est un film français réalisé par Claude Accursi et Raymond Bardonnet, sorti en 1951.

## Synopsis
Film de montage de scènes du cinéma muet, sonorisées, prenant pour trame une enquête menée par Stan Laurel.

## Fiche technique
- Titre français : Ça c'est du cinéma
- Titre anglais : The Slappiest Days of Our Lives
- Réalisation : Claude Accursi et Raymond Bardonnet
- Scénario : Claude Accursi et Raymond Bardonnet, d'après les œuvres de Mack Sennett[1]
- Dialogue : Pierre Ulmann
- Montage : Germaine Artus, Colette Barbeyer, Denis Brossel
- Musique : David Bee, Alain Romans
- Production : Pierre Lévy-Corti, Louis Daquin, Louis Duchemin
- Sociétés de production : Coopérative générale du cinéma français, Cineldé
- Société de distribution : Cineldé
- Pays d'origine :  France
- Langue originale : français
- Format : Noir et blanc  — 35 mm — 1,37:1 — son mono
- Genre : Comédie burlesque
- Durée : 89 minutes
- Dates de sortie : 
  - France : 23 mars 1951

## Distribution
- Robert Beauvais : narrateur

et des scènes d'archive avec Stan Laurel, Oliver Hardy, Buster Keaton, Ben Turpin, Billy Bevan, Andy Clyde, Monty Banks, Harold Lloyd, Ralph Graves, James Finlayson